# Північно-західна частина Чорного моря

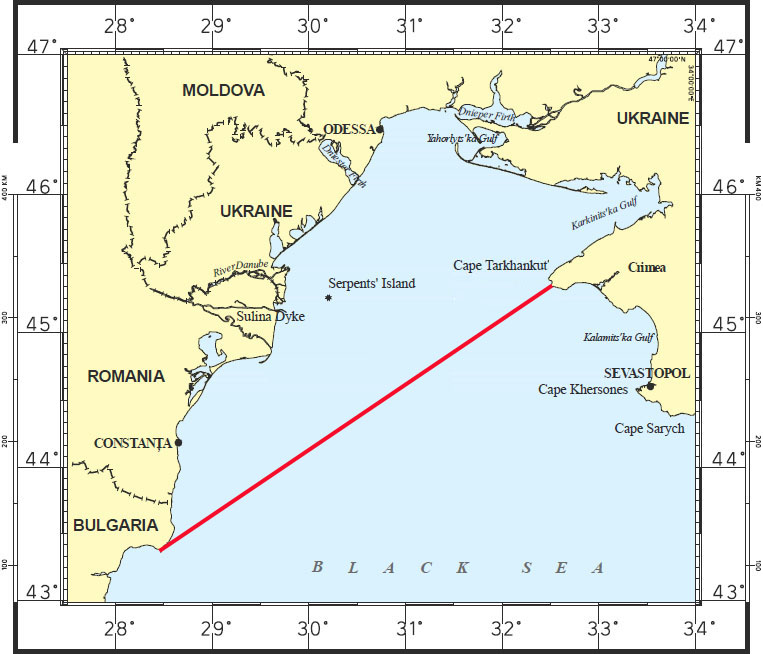
Північно-західна частина Чорного моря відділена червоною лінією

Північно-західна частина Чорного моря (скорочено — ПЗЧМ) — мілководна шельфова частина Чорного моря, обмежена мисами Тарханкут на сході та Каліакра на південному-заході.

## Загальна характеристика

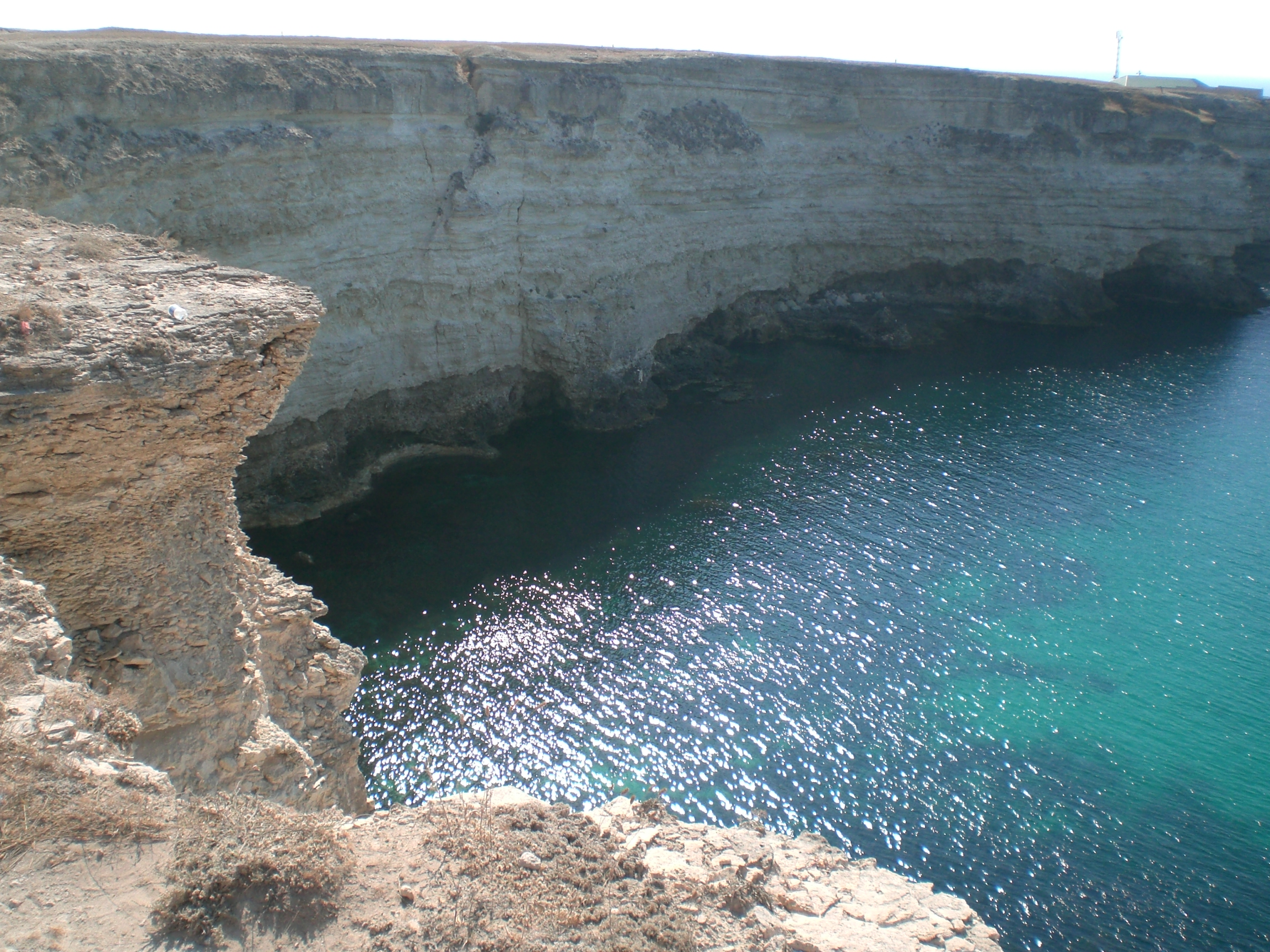
Мис Тарханкут — східна межа району

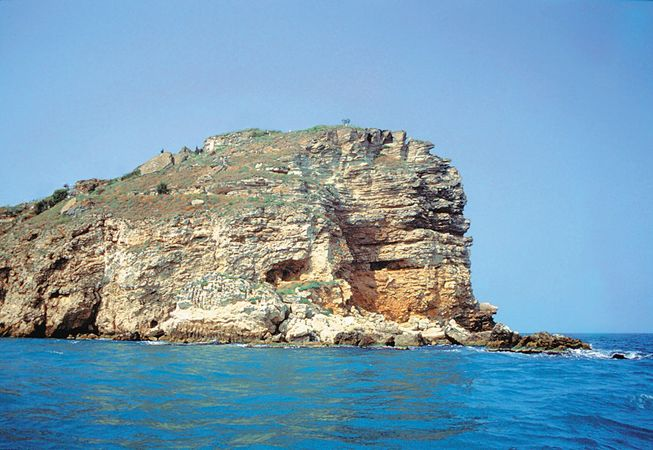
Мис Каліакра — південно-західна межа району

Це — найбільший на Чорному моря шельф, ширина якого у центральній частині становить 200 км. Для району характерна нерівність берегової лінії, що утворює велику кількість лиманів, серед яких найбільшими є Дніпровський лиман, Дністровський лиман, Разелм. Рельєф дна простий. Існує багато кіс, завдяки яким частина району відділена від впливу водних мас основної частини моря. У північно-західній частині Чорного моря домінують глинисті й карбонатні мули та черепашники; в прибережних областях відкладається пісок і черепашковий детрит.

## Гідрохімічний режим
Сучасний гідрохімічний склад вод Чорного моря є результатом останніх етапів геологічної історії чорноморської улоговини. Північно-західна частина моря перебуває під впливом стоків Дніпра, Дністра і Дунаю. Солоність поверхневих шарів води тут нестабільна, коливається у межах 10-17 ‰, при згінних вітрах до 18 ‰, а в окремі роки знижується до 5-7 ‰.

## Течії
Загальний рух водних мас, як і в усьому морі, носить циклонний характер. Крім того тут утворюються антициклонічні рухи води. Останні спостерігаються переважно навпроти ділянок узбережжя мису Бурнас-Дністровський лиман і Сулинське гирло-Георгіївське гирло, а також навпроти Кілійського гирла, на північ від острова Зміїного. Розміри і положення в морі цих круговоротів залежить від океанографічного режиму прибережжя і руху розпріснених вод з Дніпра і Дунаю.
Для північно-західної частини моря характерна велика мінливість циркуляції водних мас, що пов'язано зі змінами полів вітру. Тут спостерігається також пошарова циркуляція вод. У більшості випадків для цього району характерно двошарова циркуляція із різноспрямованими поверхневим і придонним рухом вод.
Швидкість течій у цьому районі досить велика: від 0,3 до 0,5 вузла, іноді до 1 вузла на поверхні, і 0,1—0,3 вузла у придонному шарі. У відкритій частині моря застійних вод (течії відсутні) не існує. Але застійні явища трапляються у закритих лиманах і невеликих бухтах.

## Лимани ПЗЧМ

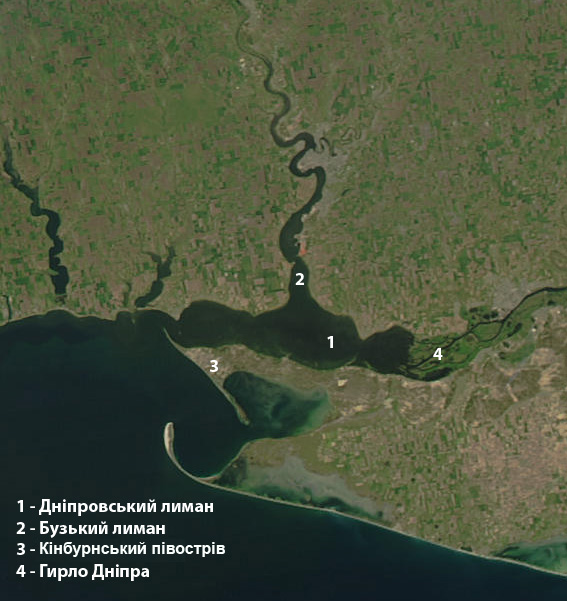
Дніпровсько-Бузький лиман — зберіг свої первинні обриси з четвертинного періоду

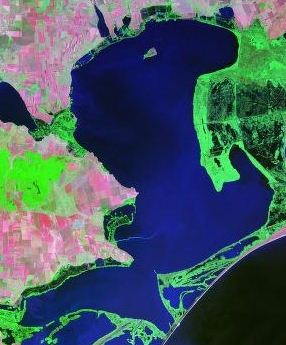
Група приморських озер Разелм-Сіное — солонуваті лагуни в дельті Дунаю

Чисельні коливання рівня моря спостерігались в четвертинному періоді, що призвело до утворення лиманів, які є наслідком затоплення річкових долин у зв'язку з опусканням суші або підйомом рівня моря. З лиманів того часу зберегли старовинні обриси Хаджибейський, Куяльницький, Тилігульський, Бузький і, можливо, Дністровський.
У більшості лиманах ґрунти складаються з піщаних і гравійно-галькових алювіальних відкладень, а також лиманних і лиманно-морських утворень переважно глинистої структури. У сучасних умовах більша площа дна лиманів зайнята мулами. Піщані відкладення з великою кількістю черепашкового детриту простягнулися вузькою смугою вздовж берегів, відступаючи від них у вигляді кіс. У лиманах Хаджибейському, Тилігульському, Березанському окремими плямами розташовуються черепашники (2-3 % площі).
Лимани можна умовно поділити на лимани естуарного і лагунного типів. Серед лиманів естуарного типу можна виділити лимани із значним надходженням прісної води: Хаджибейський (штучне розпріснення) і Дніпровсько-Бузький, Дністровський (річкова вода) лимани, а також лимани із незначним надходженням прісної води: Тилігульський лиман, Березанський лиман. До лиманів лагунного типу відносяться такі, як Будацький лиман, група Тузловських лиманів, група лиманів Разелм-Сіное в дельті Дунаю (лимани лагунного типу також називають прибережними озерами).